# Präsidentschafts- und Parlamentswahl in Honduras 2013
Die Präsidentschafts- und Parlamentswahl in Honduras 2013 fand am 24. November statt. Bei ihr wurden der Präsident der Republik und die Mitglieder des Nationalkongress gewählt.
Die Präsidentschaftswahl gewann Juan Orlando Hernández vor Xiomara Castro, der Ehefrau des ehemaligen Präsidenten Manuel Zelaya, der 2009 entmachtet wurde.

## Ergebnis

### Präsidentschaftswahl
| Kandidaten              | Parteien                                | Stimmen   | %    |
| ----------------------- | --------------------------------------- | --------- | ---- |
| Juan Orlando Hernández  | Partido Nacional de Honduras            | 1.149.302 | 36,9 |
| Xiomara Castro          | Libertad y Refundación                  | 896.498   | 28,8 |
| Mauricio Villeda        | Partido Liberal de Honduras             | 632.320   | 20,3 |
| Salvador Nasralla       | Partido Anticorrupción de Honduras      | 418.443   | 13,4 |
| Romeo Vázquez Velásquez | Alianza Patriótica Hondureña            | 6.105     | 0,2  |
| Orle Solís              | Partido Demócrata Cristiano de Honduras | 5.194     | 0,2  |
| Jorge Aguilar           | Partido de Innovación y Unidad          | 4.468     | 0,1  |
| Andrés Pavón            | Frente Amplio – Unificación Democrática | 3.118     | 0,1  |
| Gesamt                  | Gesamt                                  | 3.115.448 | 100  |
|                         |                                         |           |      |
| Leere Stimmzettel       | Leere Stimmzettel                       | 51.727    | 1,6  |
| Ungültige Stimmzettel   | Ungültige Stimmzettel                   | 108.171   | 3,3  |
| Wähler                  | Wähler                                  | 3.275.346 | 61,2 |
| Wahlberechtigte         | Wahlberechtigte                         | 5.355.112 |      |
|                         |                                         |           |      |
| Quelle: TSE             |                                         |           |      |

Da nach der honduranischen Verfassung die einfache Mehrheit genügt, war Hernández damit gewählt.

### Parlamentswahl
| Listen                                  | Stimmen    | %    | Mandate |
| --------------------------------------- | ---------- | ---- | ------- |
| Partido Nacional de Honduras            | 9.255.904  | 33,6 | 48      |
| Libertad y Refundación                  | 7.568.392  | 27,5 | 37      |
| Partido Liberal de Honduras             | 4.670.157  | 17,0 | 27      |
| Partido Anticorrupción de Honduras      | 4.169.245  | 15,2 | 13      |
| Partido de Innovación y Unidad          | 506.321    | 1,8  | 1       |
| Partido Unificación Democrática         | 460.814    | 1,7  | 1       |
| Partido Demócrata Cristiano de Honduras | 444.734    | 1,6  | 1       |
| Alianza Patriótica Hondureña            | 272.347    | 1,0  | –       |
| Frente Amplio – Unificación Democrática | 128.488    | 0,5  | –       |
| Candidatos independientes               | 20.429     | 0,1  | –       |
| Frente Amplio                           | 9.011      | 0,0  | –       |
| Unidos por Choluteca                    | 8.542      | 0,0  | –       |
| Gesamt                                  | 27.514.384 | 100  | 128     |
|                                         |            |      |         |
| Quellen: Electionpassport – IFES        |            |      |         |